# Tiroteio em Virginia Beach
Em 31 de maio de 2019, um homem abriu fogo em um prédio municipal na área de Princess Anne, em Virginia Beach, Virgínia, Estados Unidos, resultando na morte de 13 pessoas, incluindo o perpetrador, que foi morto pela polícia. Outras cinco pessoas ficaram feridas.
A polícia identificou o perpetrador como DeWayne Craddock, funcionário de serviços públicos da cidade. Alguns relatórios alegam que ele foi demitido de seu emprego no dia anterior ao tiroteio. O suspeito morreu depois de um tiroteio com a polícia.